# 1949 في المملكة المتحدة
فيما يلي قوائم الأحداث التي وقعت خلال عام 1949 في المملكة المتحدة.

## رياضة
- 1 يناير – بطولة ويمبلدون 1949

## ظهور
- 1 يناير – البيت الأعوج رواية من تأليف أجاثا كريستي.

## أفلام
من الأفلام التي صدرت هذه السنة في المملكة المتحدة:
- 2 سبتمبر – الرجل الثالث من إخراج كارول ريد.

## كتب
من الكتب التي صدرت هذه السنة في المملكة المتحدة:
- 1 مارس – البيت الأعوج من تأليف أجاثا كريستي.
- 8 يونيو – 1984 من تأليف جورج أورويل.

## مواليد

### يناير
- 1 يناير – بريان بوريدج عسكري من المملكة المتحدة.
- 1 يناير – غراهام سميث لاعب كرة قدم.
- 4 يناير – ميك ميلز لاعب ومدرب كرة قدم إنجليزي.
- 7 يناير – براين هو ناشط من المملكة المتحدة.
- 16 يناير – كارولين مونرو
- 19 يناير – دينيس تايلور لاعب سنوكر من المملكة المتحدة.
- 25 يناير – بول نرس

### فبراير
- 5 فبراير – ديفيد سوليفان
- 6 فبراير – أدريان ألستون
- 6 فبراير – مايك بات
- 13 فبراير – براين ديكون ممثل بريطاني.
- 14 فبراير – ديف كينيدي لاعب كرة قدم إنجليزي.

### مارس
- 17 مارس – بات رايس
- 18 مارس – أليكس هيجينز لاعب سنوكر من المملكة المتحدة.
- 22 مارس – بريان هانراهان
- 22 مارس – جون توشاك
- 31 مارس – دايفيد باك ممثل إنجليزي.

### أبريل
- 1 أبريل – سامي نلسون لاعب كرة قدم بريطاني.
- 6 أبريل – أليسون بايلز دبلوماسية من المملكة المتحدة.
- 8 أبريل – جون مادن مخرج أفلام بريطاني.
- 8 أبريل – جوي رويل
- 13 أبريل – كريستوفر هيتشنز
- 20 أبريل – فيرونيكا كارترايت

### مايو
- 18 مايو – ريك ويكمان
- 24 مايو – جيم برودبنت ممثل إنجليزي.
- 24 مايو – روجر ديكنز مصوّر سينمائي من المملكة المتحدة.
- 26 مايو – جيرمي كوربين زعيم المعارضة البريطانية.
- 29 مايو – برين كيد

### يونيو
- 4 يونيو – لوي ماكاري لاعب ومدرب كرة قدم اسكتلندي.
- 5 يونيو – كين فوليت روائي بريطاني.
- 8 يونيو – مايكل بينيت درّاج طريق من المملكة المتحدة.
- 11 يونيو – إنغريد نيوكيرك
- 12 يونيو – جون ويتون
- 15 يونيو – سايمون كالو ممثل إنجليزي.

### يوليو
- 4 يوليو – أليكس ميلر لاعب كرة قدم اسكتلندي.
- 9 يوليو – نايجل ليثجو راقص من المملكة المتحدة.
- 11 يوليو – غاريث ديفيز لاعب كرة قدم من المملكة المتحدة.
- 17 يوليو – جيزر باتلر
- 26 يوليو – جيريمي توماس منتج أفلام بريطاني.
- 26 يوليو – روجر تايلور

### أغسطس
- 12 أغسطس – مارك نوفلر
- 20 أغسطس – ستيورات هوستون
- 25 أغسطس – مارتن أميس روائي بريطاني.
- 28 أغسطس – روجر بلاندفورد عالم فلك بريطاني.

### سبتمبر
- 1 سبتمبر – هيو شتراخان مؤرخ بريطاني.
- 18 سبتمبر – بيتر شيلتون لاعب كرة قدم إنجليزي.
- 19 سبتمبر – تويغي

### أكتوبر
- 9 أكتوبر – رود تمبيرتون موسيقي بريطاني.

### نوفمبر
- 3 نوفمبر – آنا وينتور
- 30 نوفمبر – ماثيو فستينغ فيلسوف من المملكة المتحدة.

### ديسمبر
- 12 ديسمبر – بيل ناي
- 22 ديسمبر – روبن غيب
- 22 ديسمبر – موريس غيب موسيقي بريطاني.

## وفيات

### يناير
- 1 يناير – بيدلار بالمر (مواليد 1876)

### مارس
- 4 مارس – كلارنس كينجسبري (مواليد 1882) درّاج طريق من المملكة المتحدة.
- 6 مارس – فريدي جروب (مواليد 1887) درّاج طريق من المملكة المتحدة.
- 17 مارس – أوين موران (مواليد 1884) ملاكم من المملكة المتحدة.

### أبريل
- 28 أبريل – كينيث هنت (مواليد 1884) لاعب كرة قدم إنجليزي.

### يونيو
- 9 يونيو – بن درينكووتر (مواليد 1910) متسابق دراجات نارية من المملكة المتحدة.

### أكتوبر
- 5 أكتوبر – ميجر غرينوود (مواليد 1880)

### ديسمبر
- 15 ديسمبر – أليس بيلي (مواليد 1880)